# Signhild Björkman
Signhild Björkman (27 de agosto de 1906 - 12 de julio de 1994), también conocida como Björkman Johansson, fue una actriz teatral y cinematográfica de nacionalidad sueca.

## Biografía
Su nombre completo era Signhild Maria Björkman, y nació en Visby, Suecia, siendo sus padres John Björkman, director de prisiones en Visby y en Örebro, y Maria Berenice Nordling.  
Björkman debutó como actriz cinematográfica en 1928 con la película de John W. Brunius Gustaf Wasa, participando a lo largo de su carrera en un total de una decena de producciones. 
Estuvo casada desde 1929 a 1943 con el director Gunnar Skoglund (1899–1983), entre 1945 y 1949 con Hugo Birger Lindholm (1902–1981), y a partir de 1952 con Arne Johansson (1913–1970). Falleció en 1994 en Estocolmo, Suecia.

## Filmografía
- 1928 : Gustaf Wasa del I
- 1928 : Svarte Rudolf
- 1931 : Lika inför lagen
- 1932 : Landskamp
- 1935 : Vandring i våren
- 1936 : Vår randade väg
- 1937 : Adolf Armstarke
- 1937 : Katt över vägen
- 1938 : Med folket för fosterlandet
- 1944 : Klockan på Rönneberga
- 1944 : Kristin kommenderar
- 1950 : Restaurant Intim
- 1955 : Så tuktas kärleken

## Teatro
- 1928 : Hoppla, vi lever!, de Ernst Toller, dirección de Per Lindberg, Dramaten
- 1928 : Diktatorn, de Jules Romains, dirección de Per Lindberg, Dramaten
- 1928 : Las aves, de Aristófanes, dirección de Olof Molander, Dramaten
- 1929 : Äventyret, de Gaston Arman de Caillavet y Robert de Flers, dirección de Karl Hedberg, Dramaten
- 1929 : Ringen du gav mig, de Oscar Rydqvist, dirección de Per Lindberg, Dramaten
- 1929 : La dama de las camelias, de Alexandre Dumas (hijo), dirección de Olof Molander, Dramaten
- 1930 : Topaze, de Marcel Pagnol, dirección de Gustaf Linden, Dramaten
- 1930 : Ungkarlspappan, de Edward Childs Carpenter, dirección de Olof Molander, Dramaten
- 1930 : Kära släkten, de Gustav Esmann, dirección de Rune Carlsten, Teatro Oscar[3]
- 1930 : Farmors revolution, de Jens Locher, dirección de Pauline Brunius, Teatro Oscar[4]
- 1930 : Mordet i andra våningen, de Frank Vosper, dirección de John W. Brunius, Teatro Oscar[5]
- 1931 : Nunnornas barn, de Gregorio Martínez Sierra, dirección de Sandro Malmquist, Konserthusteatern[6]
- 1935 : Ljuva ungdomstid, de Eugene O'Neill, dirección de Rune Carlsten, Dramaten
- 1937 : Ungdomen kommer med åren, de Seymour Hicks y Ashley Dukes, dirección de Gunnar Tolnæs, Vasateatern[7]
- 1937 : I kärlek BC, de Ladislaus Bus-Fekete, dirección de Martha Lundholm, Vasateatern[8]
- 1938 : Kvinnorna, de Clare Boothe Luce, dirección de Rune Carlsten, Dramaten
- 1938 : Sex trappor upp, de Alfred Gehri, dirección de Pauline Brunius, Dramaten
- 1942 : Flykten från Paris, de Lo Håkansson, dirección de Martha Lundholm, Vasateatern[9]
- 1942 : I vår Herres hage, de Josef Čapek y Karel Capek, dirección de Gösta Folke, Vasateatern[10]
- 1942 : Min syster Eileen, de Joseph Fields y Jerome Chodorov, dirección de Gösta Folke, Vasateatern[11]
- 1955 : Markurells i Wadköping, de Hjalmar Bergman, dirección de Sandro Malmquist, Skansens friluftsteater[12]

## Radioteatro
- 1940 : 33,333, de Algot Sandberg, dirección de Carl Barcklind[13]